# Darwen F.C.
Darwen Football Club var en fodboldklub fra Darwen i Lancashire, North West England. Klubben blev dannet i 1870 og måtte lukke i 2009. Efter klubbens lukning blev en ny klub, AFC Darwen, oprettet.
Klubben havde sin storhedstid i 1880'erne og 1890'erne, hvor den bl.a. nåede semifinalen i FA Cup i 1881 og spillede otte sæsoner i The Football League fra 1891 til 1899. Derefter gik klubben over til at spille i regionale ligaer i det det nordvestlige England, i første omgang fire sæsoner i Lancashire League (hvor den blev mester én gang – i 1902), hvorefter den liga blev nedlagt i 1903. Sammen med otte af de andre klubber fra Lancashire League blev Darwen FC optaget i Lancashire Combination. Darwen blev i Lancashire Combination de næste 60 sæsoner (kun afbrudt af første og anden verdenskrig) indtil 1975 og vandt ligatitlen fire gange. Derefter skiftede klubben til Cheshire County League, som seks sæsoner senere fusionerede med Lancashire Combination under navnet North West Counties Football League, hvor Darwen FC blev placeret i Division One, og klubben spillede i Division One eller Two, indtil den blev nedlagt i 2009.

## Historie
Klubben spillede oprindeligt rugby og cricket, og først i 1875 blev fodbold optaget på programmet.
I oktober 1878 spillede Darwen FC på Barley Bank mod et udvalgt hold fra Blackburn i en af de første, hvis ikke den første, fodboldkamp i kunstigt lys. Arrangementet var en stor succes (ikke kun fordi Darwen vandt 3–0), men alligevel blev eksperimentet ikke gentaget i det område.
Darwen FC var den første klub fra Nordengland, der opnåede succes i FA Cup, da holdet nåede kvartfinalerne i 1879. Det skabte kontrovers i turneringen ved at optage to professionelle spillere, Fergie Suter og James Love, begge fra Partick Thistle FC, en skotsk klub fra Glasgow. Det menes at være den første optræden af professionelle spillere i engelsk fodbold. En klub fra London foreslog at "intet hold, der ikke udelukkende består af amatører, som defineret i regler der fastlægges af udvalget, skal have lov til at deltage i Challenge Cup-turneringen". Forslaget blev afvist, og Darwen rejste til Kennington Oval for at spille mod det store amatørhold Old Etonians FC i kvartfinalen. De måtte gøre rejsen tre gange, idet de to første kampe endte uafgjort 5-5 og 2-2, inden de endelig tabte 2-6 i den anden omkamp.
Dengang indeholdt FA Cup-reglerne en bestemmelse om at de sidste tre runder af turneringen skulle spilles i London. Det blev ændret efter Darwen FC's erfaringer i 1879, og deltagerne blev herefter grupperet geografisk.
To år senere, i 1881, gik det endnu bedre for Darwen, der denne gang nåede semifinalerne efter at have besejret Romford FC med 15–0(!) i kvartfinalen.
I 1891 blev Darwen FC valgt ind i The Football League, da ligaen blev udvidet til 14 hold. I marts 1892 tabte holdet 12–0 til West Bromwich Albion FC, og det er fortsat det støreste nederlag i ligaens historie. Rekorden blev dog tangeret i 1909, da Nottingham Forest FC slog Leicester Fosse FC med samme cifre.
Darwen sluttede sidst i ligaen i den første sæson og blev nedrykket til den nydannede Second Division. 14.-pladsen blev imidertid holdets højeste placering nogensinde i The Football League. I 1893 endte holdet på tredjepladsen i Second Division og blev efter testkampe oprykket til First Division igen. Men holdet rykkede ned igen i 1894. Den forblev i Second Division indtil 1899, hvor den ikke ansøgte om at blive genvalgt til divisionen. Klubben havde på det tidspunkt tilbragt otte sæsoner i ligaen, heraf to i den bedste række.
I den sidste sæson som ligaklub, i 1898-99, tabte klubben 18 kampe i træk. Dette er fortsat en rekord, selvom Sunderland AFC med nød og næppe undgik at tangere den i 2003, da holdet tabte 17 ligakampe i træk (15 i Premier League og to i Football League First Division), inden holdet besejrede Preston North End 2–0 på Deepdale.
Efter Darwen FC havde forladt The Football League, meldte klubben sig ind i Lancashire League. Det var også i 1899 at holdet flyttede hjemmebane til Anchor Ground, som derefter forblev holdets hjemmebane.
I 1902 vandt klubben Lancashire League efter en sæson som ubesejret. To år senere meldte den sig i stedet ind i Lancashire Combination, hvor klubben så spillede de næste 70 år (bortset fra et afbræk på grund af første verdenskrig).
Darwen vandt fem trofæer på tre år fra 1930 til 1933, herunder mesterskabet i Lancashire Combination i 1931 og 1932. I FA Cup 1931-32 vandt Darwen over Football League-holdet Chester City foran 10.000 tlskuere på Anchor Ground og blev belønnet med en 3. runde-kamp på udebane mod de forsvarende ligamestre fra Arsenal. Darwen tabte 11-1, men Arsenal var så imponeret over Lancashire-holdets sportsmanship, at de overrakte gæsterne et sæt af deres egne røde spilledragter, og siden da har Darwen FC spillet i rødt.
Klubben blev mestre i Lancashire Combination fire gange, og efter den fjerde titel i 1976 meldte den sig ind i den mere prestigefyldte Cheshire County League. Seks år senere, i 1982, var den med til at grundlægge North West Counties League, og Darwen vandt ligapokalturneringen i den første sæson. Holdet tilbragte tre år i Division Two i midten af 1980'erne, rykkede op i Division One i 1986-87 men blev rykket ned igen i 1998 på grund af stadionforhold. Klubben spillede i Second Division i resten af dens levetid (inden Darwens sidste sæson blev divisionen navn ændret til First Division).

### Nedlæggelse
Den 22. december 2003 forsøgte Carlsberg Tetley at lukke Darwen Football and Social Club. Klubben undgik imidlertid likvidation ved den lejlighed. Den 14. april 2008 blev klubben begæret konkurs af radiostationen The Bee på grund af en gæld på £ 8.000 for radioreklamer. Det blev lavet en plan om at Blackburn with Darwen Council skulle købe Anchor Ground. Efter yderligere to anmodninger om likvidation fremsat af Thwaites Brewery og ING Lease UK, som afslog at modtage 25 % af deres tilgodehavende, blev Darwen FC nedlagt af High Court den 14. maj 2009. Efter 134 år ophørte Darwen FC med at eksistere. Kort derefter opstod planer om at oprette en ny Darwen-klub. Klubben AFC Darwen blev oprettet tidsnok til at deltage i sæsonen 2009–10, men den gendannede klub måtte starte på niveau 11 i ligasystemet, hvor den søgte optagelse i West Lancashire League, hvor den blev indplaceret i Premier Division, blot ét niveau lavere i ligasystemet end Darwen FC havde spillet i North West Counties League Division One.

## Resultater

### Tidslinje
- 1879–80 – Vinder af den første udgave af Lancashire Cup efter sejr over Blackburn Rovers i finalen.
- 1880–81 – FA Cup-semifinalister (efter at have besejret Romford 15–0 i kvartfinalerne)
- 1889–90 – Medgrundlægger af Football Alliance
- 1891–92 – Valgt ind i The Football League
- 1892–93 – Ikke genvalgt til First Division, men valgt som medgrundlægger af Football League Division Two. Oprykket til First Division efter testkamp
- 1893–94 – Nedrykket til Second Division efter testkamp
- 1899 – Søgte ikke genvalg til The Football League
- 1899–1900 – Meldte sig ind i Lancashire League
- 1901–02 – Vinder af Lancashire League
- 1902–03 – Runner-up i Lancashire League
- 1903–04 – Meldte sig ind i Lancashire Combination Division One
- 1905–06 – Runner-up i Lancashire Combination
- 1909 – Nedrykket til Division Two
- 1914 – Forlod Lancashire Combination
- 1920–21 – Genindmeldt i Lancashire Combination
- 1930–31 – Vinder af Lancashire Combination
- 1931–32 – Vinder af Lancashire Combination (2. gang)
- 1963 – Nedrykket til Division Two
- 1965–66 – Oprykket til Division One
- 1967 – Nedrykket til Division Two
- 1967–68 – Runner-up i Lancashire Combination Division Two
- 1971–72 – Vinder af Lancashire Combination (3. gang)
- 1973–74 – Runner-up i Lancashire Combination
- 1974–75 – Vinder af Lancashire Combination (4. gang)
- 1975–76 – Indmeldt i Cheshire County League
- 1982–83 – Medgrundlægger af North West Counties League
- 1984 – Nedrykket til Division Two
- 1986–87 – Oprykket til Division One
- 1998 – Nedrykket til Division Two på grund af stadionforhold

### Titler
- Vinder af Lancashire Combination 1931, 1932, 1973, 1975.
- Vinder af Lancashire League 1902.
- Vinder af Lancashire Senior Cup 1880. Finalister 1883, 1891.
- Vinder af Lancashire Junior Cup 1933. Finalister 1929, 1930, 1949, 1999.

### Rekorder
- Bedste ligaplacering: Nr. 14 (af 14 hold) i (den eneste division) The Football League 1891–92.
- Bedste ligaplacering efter anden verdenskrig: Nr. 5 i North West Counties Football League (på det tidspunkt niveau 8) 1988–89.
- Bedste FA Cup-resultat: Semifinalist 1880-81.
- Bedste FA Trophy-resultat: 2. runde-omkamp i 1972–73, 1978–79 og 1981–82.
- Bedste FA Vase-resultat: 3. runde 1990–91

## Kendte spillere
- Joe Smith (spillende træner), manager fra Blackpool FC i 23 år, bl.a. vinder af FA Cup 1952-53.
- Horace Fairhurst, tidligere Blackpool-spiller, der døde som følge af en hovedskade, han pådrog sig i en kamp.

### Landsholdsspillere
Fire Darwen-spillere fik landskampe for Englands fodboldlandshold:
- Thomas Brindle (2 landskampe)
- Joseph Marsden (1)
- Thomas Marshall (2)
- Thurston Rostron (2)